# Akio Nakajima
Akio Nakajima (中島章夫?) (なかじま あきお, 27 de enero de 1936 - 8 de junio de 2024) fue un destacado burócrata y político japonés, conocido por su carrera como miembro de la Cámara de Representantes y la Cámara de Consejeros en Japón. Originario de Hirakata en la Prefectura de Osaka.

## Trayectoria
Graduado de la Escuela Secundaria Ōtemae, En 1958 obtuvo su grado en Universidad de Estudios Extranjeros de Osaka. En 1961 se graduó de la Universidad de Tokio en Ética. Ese mismo año ingresó al como funcionario del Ministerio de Educación
En 1978 fue Jefe de la Sección de Educación Primaria en la Oficina de Educación Primaria y Secundaria. En 1980 ocupó el cargo de Jefe de la Sección de Educación Secundaria. En 1984 fue Jefe de la Oficina Ministerial de Políticas
En 1985 se desempeñó como Jefe de la Sección de Planificación Internacional en la Oficina de Asuntos Internacionales. En 1986 fue Asesor Principal del Ministerio de Educación. En 1988 se retiró del Ministerio de Educación
Posteriormente, se convirtió en Director Ejecutivo de la Asociación de Investigación de Educación Pública Japonesa. En 1992 se postuló sin éxito en las elecciones regulares para la Cámara de Consejeros por representación proporcional con el Partido Nuevo de Japón. En 1993 fue elegido por primera vez como representante de la Circunscripción Electoral Número 3 de la Prefectura de Kanagawa
por el Nuevo Partido de Japón en las elecciones generales para la Cámara de Representantes
En 1994, después de la renuncia del Gabinete de Hosokawa, junto con los diputados de la Cámara de Representantes, Ichigara Fumihiko y Ozawa Eijin, dejó el Nuevo Partido de Japón y formó el grupo parlamentario "Grupo Seiun". El 4 de julio del mismo año, se separó del Nuevo Partido de Japón junto con los diputados de la Cámara de Representantes de "Minshu no Kaze", Arai Satoshi, Edano Yukio, Takami Yuichi, y Maehara Seiji, y se unió simultáneamente al Nuevo Partido de Vanguardia. Ese mismo año, fue nombrado subdirector del Comité de Política bajo la dirección de Kan Naoto.
En 1996, fue nombrado Subsecretario de Medio Ambiente en el primer gabinete de Hashimoto. Posteriormente, dejó el Nuevo Partido de Vanguardia y se unió al Partido Democrático. Se postuló sin éxito por el distrito 4 de Kanagawa en las elecciones generales de la Cámara de Representantes número 41. En 1998, se postuló sin éxito en las elecciones regulares para el Senado número 18 en el distrito proporcional. En 2003, debido a la renuncia de Yoko Komiyama, senadora del Partido Democrático, en la elección complementaria del distrito 6 de Tokio para la Cámara de Representantes, fue elegido por designación. En 2004, se postuló sin éxito en las elecciones regulares para el Senado número 20 en el distrito proporcional. En septiembre de 2005, se convirtió en presidente de la Fundación Internacional de Intercambio Educativo Bamba.
Falleció el 8 de junio de 2024 en una instalación en Yokohama debido a insuficiencia cardíaca. Tenía 88 años.

## Opiniones Políticas
En se unió como firmante a una campaña de legisladores en el parlamento opuestos a la construcción del Aeropuerto de Shizuoka. 